# Wereldkampioenschappen synchroonzwemmen 1973 – Duet vrouwen
Het duet vrouwen tijdens de wereldkampioenschappen synchroonzwemmen 1973 vond plaats in de Tašmajdan Sports and Recreation Center in Belgrado, Joegoslavië.

## Uitslag
| Rang   | Naam                                 | Land                | Finale   | Finale |
| Rang   | Naam                                 | Land                | Punten   | Rang   |
| ------ | ------------------------------------ | ------------------- | -------- | ------ |
| Goud   | Teresa Andersen Gail Johnson         | Verenigde Staten    | 118,3910 | 1      |
| Zilver | Jojo Carrier Madeleine Ramsay        | Canada              | 112,9170 | 2      |
| Brons  | Masako Fujiwara Yasuko Fujiwara      | Japan               | 109,7020 | 3      |
| 4      | Monique Gerritsen Liesbeth Wouda     | Nederland           | 96,9800  | 4      |
| 5      | Pepita Sánchez Eva Govezensky        | Mexico              | 93,5200  | 5      |
| 6      | Jennifer Lane Doris Davis            | Verenigd Koninkrijk | 94,1420  | 6      |
| 7      | Françoise Schuler Elysabeth Gazelles | Frankrijk           | 91,1420  | 7      |
| 8      | Barbro Ansehn Marie Cervin           | Zweden              | 88,7500  | 8      |
| 9      | Susi Morger Antonia Hauswirth        | Zwitserland         | 86,7730  | 9      |